# Kozma utca
A Kozma utca Budapest X. kerületében halad a Jászberényi út és a Maglódi út között egyetlen enyhe kanyart leszámítva teljesen egyenes vonalban. Nevét Kozma Sándorról kapta. A kerület egyik legismertebb utcája, lévén három temető (Új köztemető, Kozma utcai izraelita temető, Gránátos utcai izraelita temető), illetve egy börtön, a Budapesti Fegyház és Börtön található az utca mentén. Hossza nagyjából 2–2,5 kilométer.

## Története
A Keresztúridűlő nevű városrészt, ahol húzódik Budapest 1884-ben vásárolta meg Rákoskeresztúrtól az Új köztemető létesítése céljából. Mivel a területen előtte nem volt semmi ember alkotta út vagy épület, így a temetőhöz hasonlóan maga a Kozma utca is tervezőasztalon született.

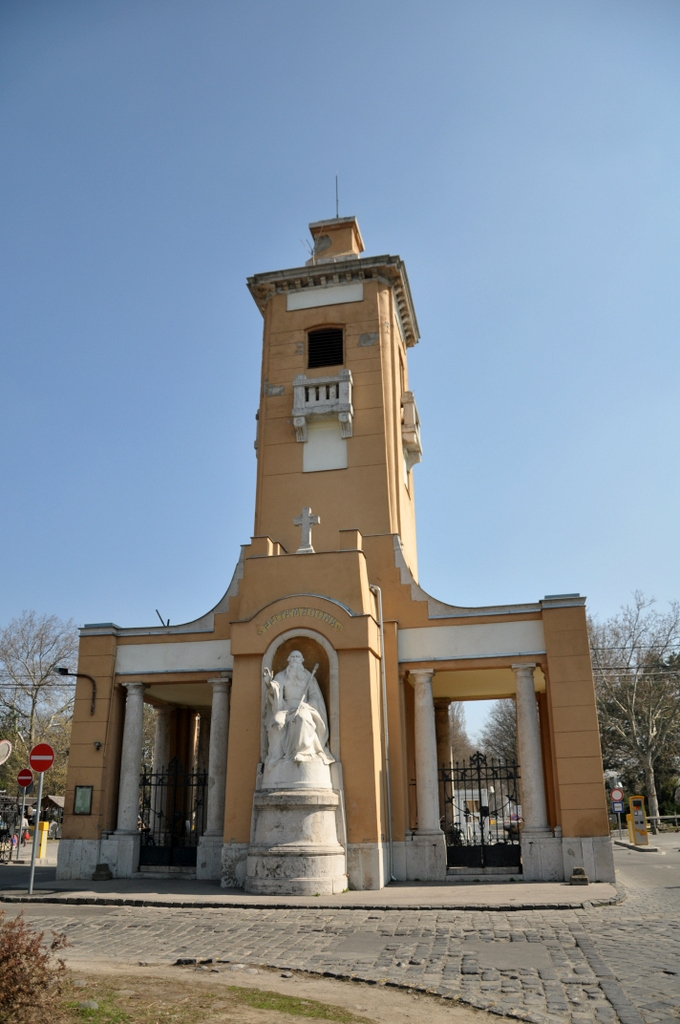
Az Új köztemető főbejárata

Az Új köztemetőt 1886-ban nyitották meg, ami után nem sokkal a Budapesti Izraelita Hitközség is igénylést adott be egy temető létesítése céljából, amihez az Új köztemető mellett kaptak helyet (a két temető közt csak egy kiépítetlen gazos utca van). Az általuk 1893-ban létrehozott Kozma utcai izraelita temető Budapest legnagyobb zsidó temetője lett, aminek északi szegletéből választották le 1927-ben a Gránátos utcai izraelita temetőt az ortodox izraeliták számára.
Szintén az utca mentén, az Új köztemető bejáratával szemben, 1894 és 1896 között épült fel a Budapesti Fegyház és Börtön, melynek falai között fennállása során számtalan híres és hírhedt személyiség raboskodott, a 20. század különböző politikai rendszereinek számos politikai áldozata is itt lelte halálát.
Az utca végig 2x1 sávos, lakóházak csak a Maglódi útnál végződő végénél vannak (három szintes, erősen leromlott állapotú tömbházak), egyébként egyik oldalát a Korányi erdősor, illetve a három temető, míg másik oldalát a börtön, illetve a temetkezési vállalkozók üzletei (kőfaragók, virágárusok, stb.) valamint raktárak foglalják el. A Jászberényi úti végén, a két utca sarkán található a patinás múltú Athenaeum Irodalmi és Nyomdai Rt. irodaháza és telephelye, ahol (igaz az átellenes szegletében, nem a Kozma utca mentén) az Állami Nyomda is található.
Az Új köztemető előtt halad át az utcán a 28-as, a 28A és a 37-es villamosok nyomvonala, amik aztán az utcával párhuzamosan haladnak egészen a Gránátos utcai izraelita temetőig, ahol hurokban végződtek. Ezt a hurokvégállomást 1995-ben felszámolták, így a villamosok (pontosabban a 28-as) csak a Kozma utcai izraelita temetőig járnak, utána már csak az otthagyott síndarabok, illetve az elektromos vezetékeket tartó, rozsdás oszlopok maradtak meg.
A temetők miatt több buszjárat is érinti a Kozma utcát, úgymint a 68-as, a 95-ös, a 195-ös, a 201E, a 202E, illetve az éjszakai 968-as busz.